# Karoca

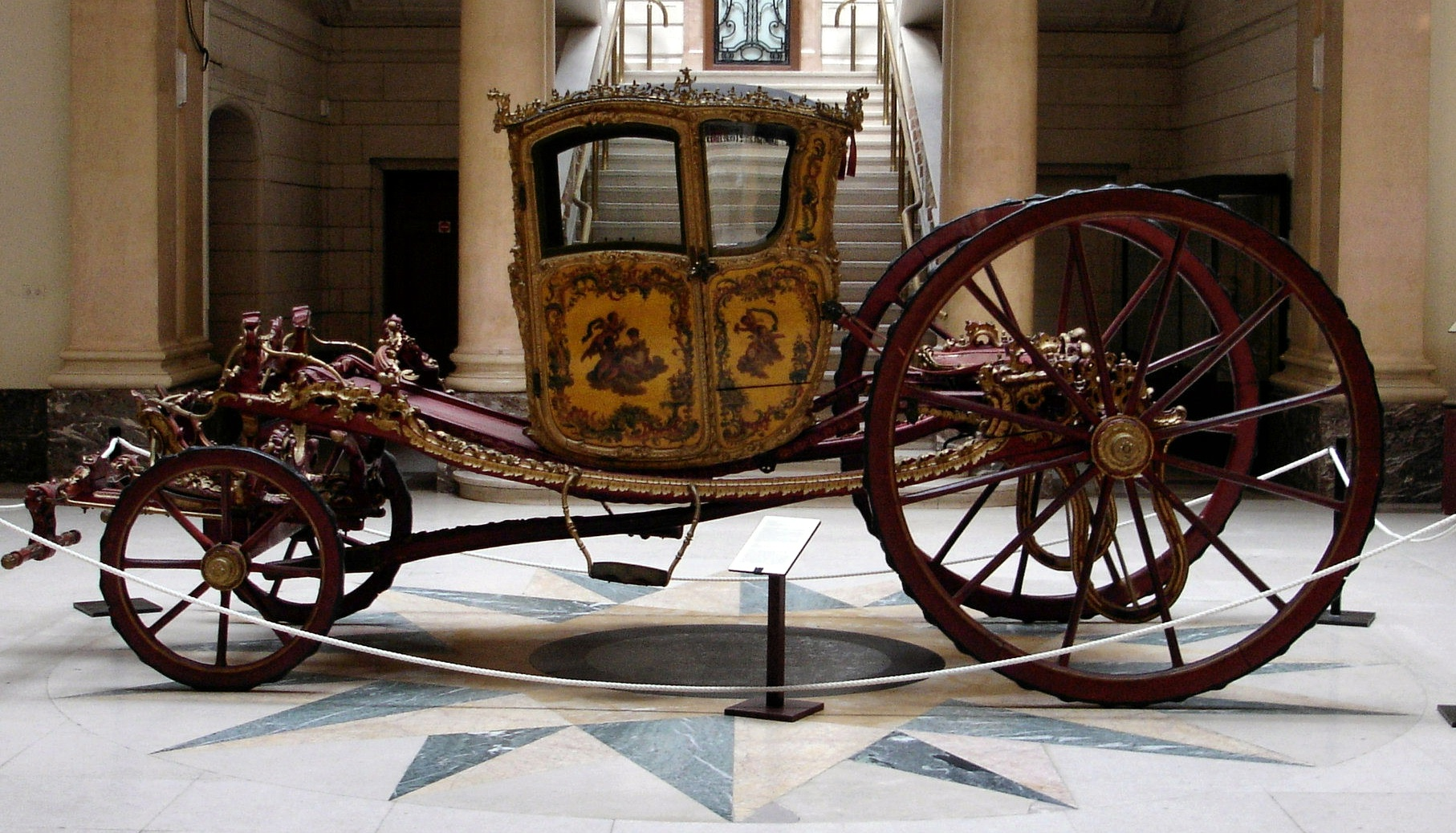
Karoca z XVIII wieku

Karoca (z wł. carrozza) – szczególnie bogato zdobiony powóz kryty, rodzaj karety. Modny w okresie od XVI do XVIII wieku.
Początkowo pudło zawieszone było na skórzanych pasach, później na resorach i wyposażone w przeszklone okienka. W Polsce karoce pojawiły się za panowania króla Stefana Batorego.